# Maeda Toshimasa (1578)
Maeda Toshimasa (前田 利政?; 1578 – 18 agosto 1633) è stato un daimyō giapponese del periodo Edo appartentente al clan Maeda.

## Biografia
Secondo figlio di Maeda Toshiie gli fu assegnato un feudo da 225.000 koku nella provincia di Noto dopo la morte del padre.
Sostenne Ishida Mitsunari durante la campagna di Sekigahara e si racconta che avesse complottato per assassinare Tokugawa Ieyasu in anticipo.  Fu costretto a unirsi a Ishida Mitsunari poiché quest'ultimo aveva in ostaggio i suoi familiari ad Osaka. Dopo la sconfitta di Mitsunari, Toshimasa fu costretto a ritirarsi e consegnare le sue terre a suo fratello maggiore Toshinaga. In seguito andò a Kyoto e divenne monaco. Quando iniziò la campagna di Osaka Toshimasa fu invitato a unirsi ad entrambi gli schieramenti. Tuttavia rifiutò le offerte e per questo gli fu offerta una ricompensa da Ieyasu, che venne anch'essa rifiutata.
Morì a 55 anni a Kyoto, e suo figlio Maeda Naoyuki divenne servitore dei Maeda della provincia di Kaga.